# Lamprotornis shelleyi
Estorninho-de-shelley ou estorninho-das-acácias (Lamprotornis shelleyi) é uma espécie de passeriforme da família Sturnidae.
Pode ser encontrada nos seguintes países: Etiópia, Quénia, Somália, Sudão e Tanzânia.